# Subglaciální erupce

Znázornění subglaciální erupce:
1. oblak vodní páry
2. jezero
3. okolní led
4. vrstvy lávy a sopečného popela
5. podloží
6. polštářová láva
7. sopouch
8. magmatický krb
9. žíla

Subglaciální erupce jsou sopečné erupce vulkánů částečně nebo zcela skryté pod ledovcem. Dochází tak k vzájemné interakci magmatu s ledem, čímž mohou nastat explozivní hydrovulkanické erupce (freatické a freatomagmatické). Ty silnější jsou při velké fragmentaci magmatu schopny generovat hustá mračna popela (Eyjafjallajökull 2010). Dalším rizikem je tvorba jökulhlaupů a laharů. Tyto zvláštní druhy povodní představují v některých regionech velké nebezpečí (Island, Aljaška, Andy aj.). Zejména jökulhlaupy, nejčastěji se vyskytující nebezpečí sopečného původu na Islandu, se vyznačují vysokými kulminačními průtoky od 10 000 do 100 000 m³/s (kulminace Vltavy v Praze během povodní 2002 činila 5 300 m³/s).

## Příklady erupcí
- Deception Island, Antarktida (1969)
- Prasklina Gjálp, Island (1996)
- Eyjafjallajökull, Island (2010)

## Galerie

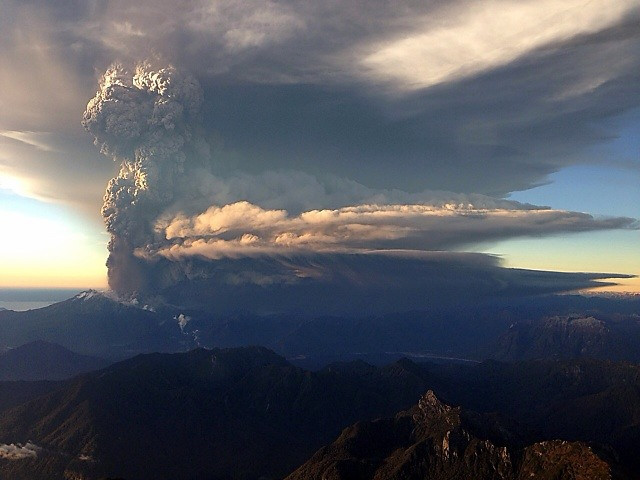
Mohutný erupční sloupec při erupci chilské sopky Calbuco roku 2015.
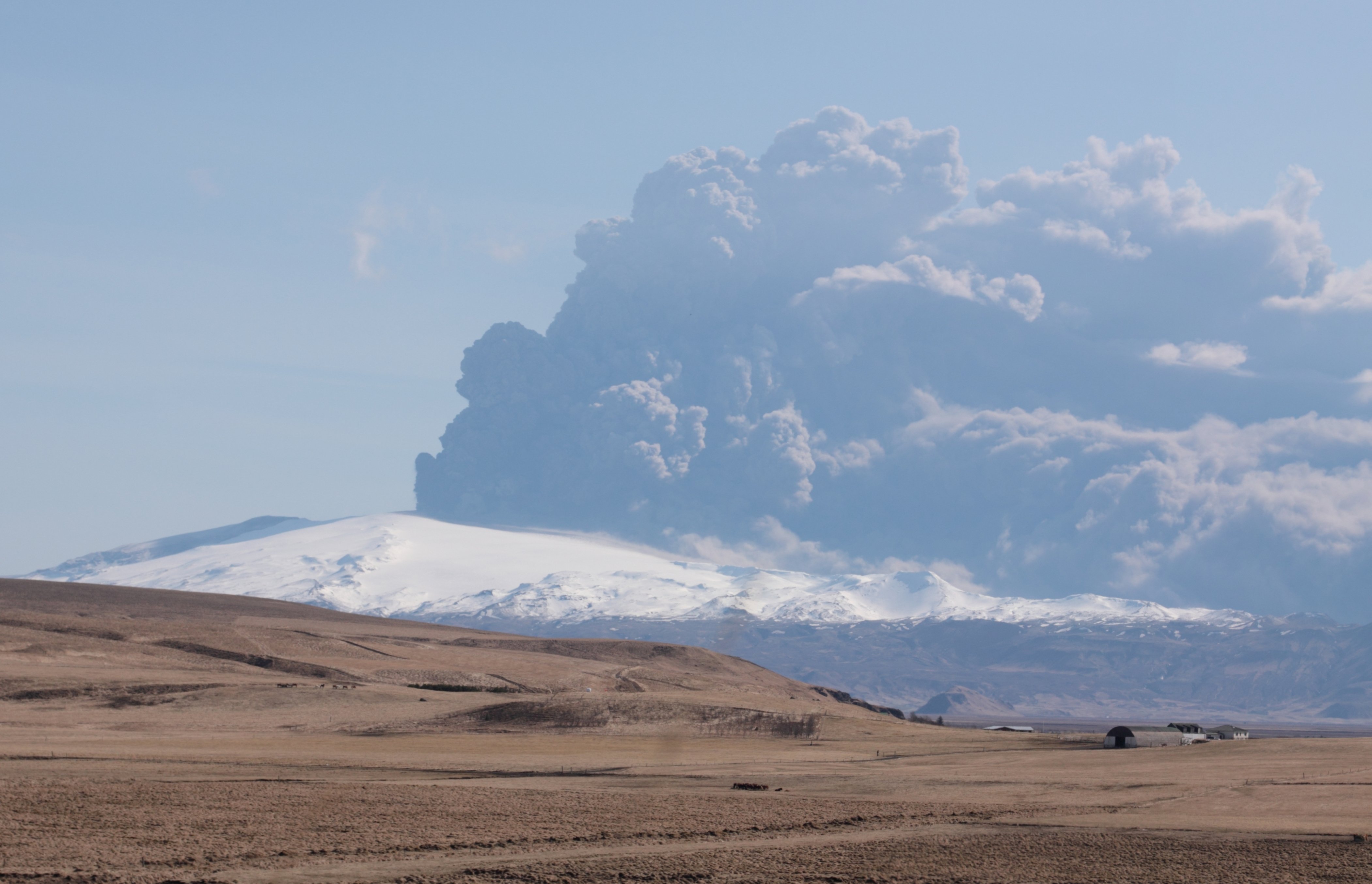
Oblak popela islandské Eyjafjallajökull, 17. duben 2010.
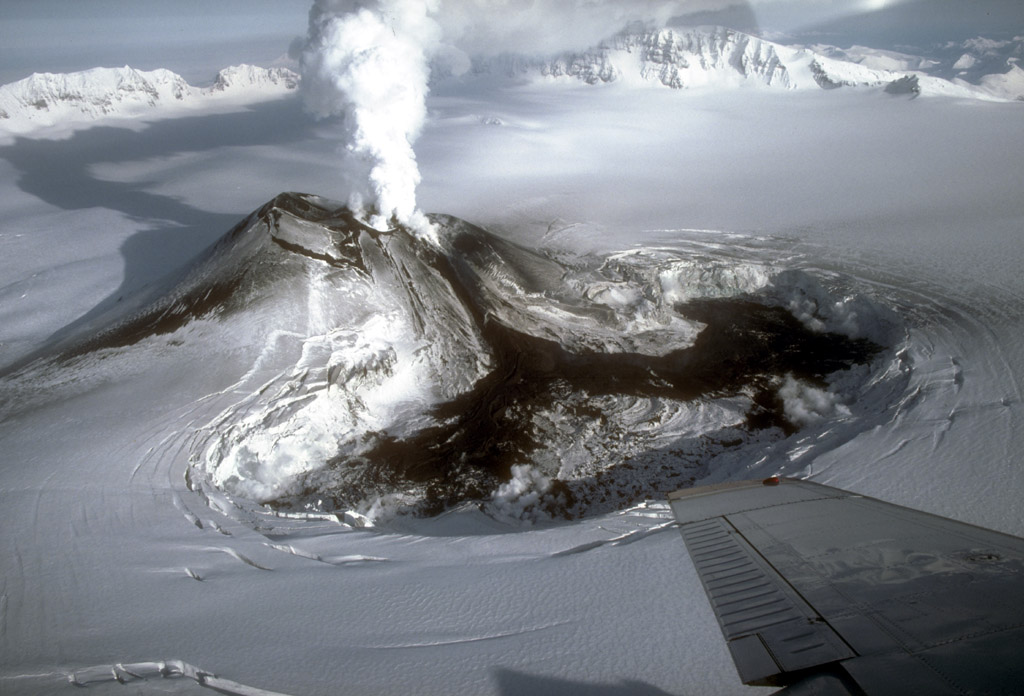
Aljašská Veniaminof, 23. leden 1984.
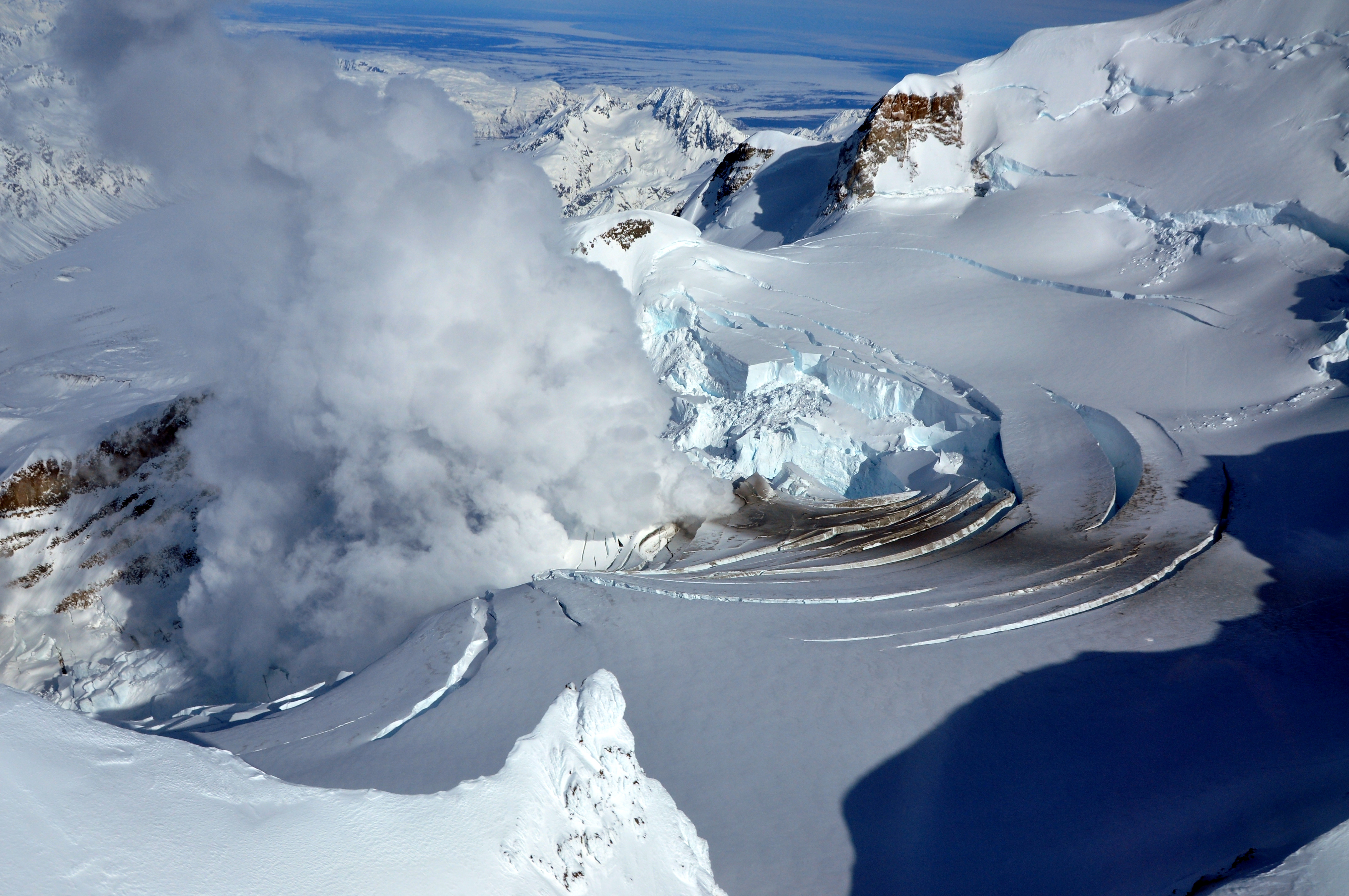
Slabá erupce aljašského vulkánu Redoubt.